# Wojciech Rylski
Wojciech Rylski herbu Ostoja – wojski żytomierski w latach 1639–1655, pisarz grodzki kijowski, pisarz grodzki żytomierski w 1640 roku.
W 1640 roku uzyskał przywilej na wójtostwo żytomierskie.